# Shanyin
Shanyin är ett härad som lyder under Shuozhous stad på prefekturnivå i Shanxi-provinsen i norra Kina. Det ligger omkring 190 kilometer norr om provinshuvudstaden Taiyuan. 